# Битва за Фаду
Би́тва за Фаду  — битва, яка відбулася у північному Чаді в 2 січня 1987 року і стала переломною подією лівійсько-чадського конфлікту.
На початку 1986 року Лівія контролювала всю територію Чаду на північ від 16-ї паралелі. Однак після того, як у конфлікт втрутилася Франція (операція «Яструб»), а Гукуні Уеддей і його Народні збройні сили повстали проти свого покровителя, президента Лівії Муаммара Каддафі, лівійська армія на півночі Чаду опинилася у дуже скрутному становищі. Хіссен Хабре, тодішній президент Чаду, вирішив скористатися цією нагодою для відвоювання північної частини країни.
Впевнений, що французи захистять його війська південніше 16-ї паралелі, Хабре почав концентрувати свою армію біля Калаїту, передової бази, влаштованої французькими військовими для підтримки наступу, де була накопичена значна кількість пального і боєприпасів. Франція і США передали чадським силам велику кількість пікапів «Тойота», а також протитанкового та протиповітряного озброєння, зокрема, протитанкові ракети «MILAN». В чадському наступі мали взяти участь майже 3000 бійців під командуванням Хассана Джамуса.
Чадське військо вирушило з Калаїту і атакувало місто Фада, міцно укріплену лівійську базу, 2 січня 1987. Місто обороняли близько 1000 лівійських військовослужбовців і 300—400 бійців Демократичної Революційної ради, останнього повстанського угруповання, що залишилося лояльним Каддафі. Чадська атака стала для лівійського гарнізону цілковитою несподіванкою; в ході короткого, але запеклого бою сили Хассана Джамуса практично повністю знищили лівійську бронетанкову бригаду, що обороняла місто: 784 лівійця загинули, було знищено 92 танка Т-55 і 33 бойові машини піхоти БМП-1; 81 лівійський солдат був захоплений в полон разом з вісімнадцятьма непошкодженими Т-55 і тринадцятьма БПМ-1. Чадські втрати були мінімальні: під час битви за Фаду загинуло лише 18 чадських бійців та було втрачено три «Тойоти».
Це була одна з перших перемог, здобута із застосуванням тактики бою на легких неброньованих швидкісних вантажівках, озброєних кулеметами та ракетними пусковими установками, які пізніше стали відомі під англійською назвою «technicals». Ця тактика базувалася на досвіді дальніх пустельних рейдів британської армії під час Другої Світової війни в Північній Африці, але була адаптована для застосування в умовах меншого театру воєнних дій проти менш численного противника і враховувала особливості сучасного озброєння та обладнання.
Хоча тактичні здібності чадських командувачів відіграли важливу роль у цій перемозі, вирішальне значення мала протитанкова вогнева міць, яку забезпечували французькі ракети «MILAN». В комбінації зі швидкістю і маневреністю «Тойот» їх ефективність проти лівійських танків перевершила усі прогнози.
3 та 4 січня лівійські ВПС здійснили декілька авіанальотів на Фаду, намагаючись знищити захоплену техніку та озброєння. Втім, лівійські бомбардування вже були неспроможні скасувати факт руйнівної поразки лівійської армії, яка стала першою стадією розгрому і остаточного програшу Лівії в лівійсько-чадській війні.